# Mirosław Cierniak
Mirosław Cierniak (ur. 19 grudnia 1973 w Tarnowie) – polski żużlowiec.
Licencję żużlową zdobył w 1990 roku. W rozgrywkach z cyklu Drużynowych Mistrzostw Polski startował do 2005 r., reprezentując kluby Unii Tarnów (1991–1997), WTS Wrocław (1998–1999), RKM Rybnik (2000), KSŻ Krosno (2002–2004) oraz Kolejarz Opole (2005). Jest srebrnym medalistą DMP, z 1994 roku. Dwukrotnie zajmował III m. w rozgrywkach o Drużynowy Puchar Polski (Częstochowa 1994, Toruń 1998).
W 1993 r. zajął drugie miejsce w turnieju o „Srebrny Kask”. W 1994 r. zdobył w Tarnowie tytuł Młodzieżowego Indywidualnego Wicemistrza Polski oraz zakwalifikował się (jako zawodnik rezerwowy) do finału Indywidualnych Mistrzostw Świata Juniorów, rozegranego w Elgane. Dwukrotnie (Grudziądz 1991, Wrocław 1993) zdobył tytuły Młodzieżowego Drużynowego Mistrza Polski, był również dwukrotnym medalistą Młodzieżowych Mistrzostw Polski Par Klubowych (Toruń 1992 – II m., Krosno 1994 – I m.). 
Trzykrotnie awansował do finałów Indywidualnych Mistrzostw Polski (najlepszy wynik: Warszawa 1996 – XV m.). Poza tym dwukrotnie uczestniczył w finałowych turniejach o „Złoty Kask”, najlepszy wynik osiągając w 1995 r. we Wrocławiu (VII m.). W tym samym roku zajął III m. w Memoriale im. Eugeniusza Nazimka w Rzeszowie. W latach 1995–1998 startował w superlidze duńskiej w klubie Herning. W 1996r zajął III miejsce w Golden Helmets Series Australia.
Ojciec Mateusza Cierniaka, również żużlowca.